# Vestenskov
Vestenskov est un village danois de Lolland.

## Histoire
Son église date du XIIIe siècle.

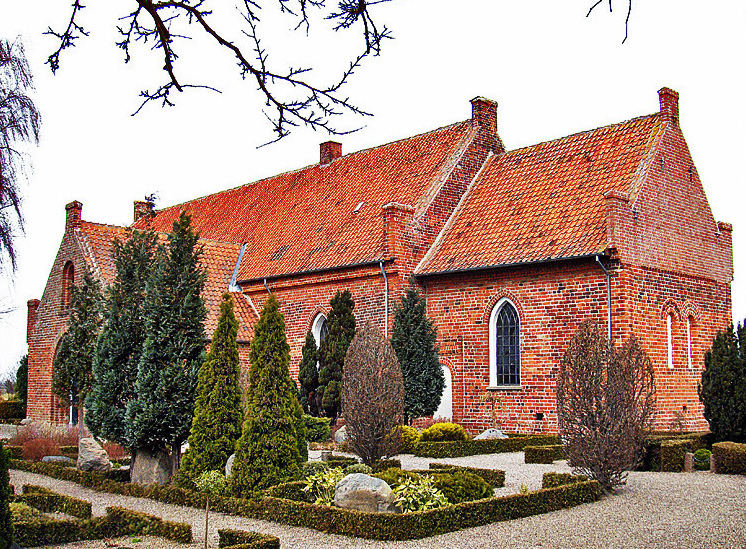
L'église

Le village est connu comme village de l'hydrogène en raison d'études ayant duré six ans qui y ont été menées sur la conversion de l'énergie éolienne en hydrogène dans le but d'alimenter la population en électricité et en chaleur. En 2009, cinq habitats et une maison de soins infirmiers ont ainsi été équipés. Toutes les maisons ont été reliées à l'usine d’hydrogène en 2012.
La gare, ouverte en 1926, a été désaffectée en 1953.

## Vie quotidienne
Son école a été fermée en 2010 et transférée à Nakskov. Le village garde une épicerie.

## Personnalité liée à la commune
- Johan Peter Koch (1870-1928), y est né.